# Ålderssynthet
Ålderssynthet eller presbyopi betecknar ögats svårigheter med närseendet på grund av med åldern minskad ackommodationsförmåga, ögats förmåga att anpassa fokus för olika avstånd.
Försämringen uppstår gradvis från omkring 40 års ålder, och med stigande ålder kan "plus-korrigering" med upp till tre dioptrier behövas för fullgod syn på nära håll. För den som ser bra på långt håll kan läsglasögon med styrka mellan +1 och +3 dioptrier ge lagom skärpa på nära håll, medan den som är måttligt närsynt med glasögon med ett par minus-dioptrier kan få lagom skärpa på nära håll genom att ta av sig glasögonen. För många blir det nödvändigt med olika glasögon för olika avstånd, alternativt glasögon med flera styrkor, bifokala eller progressiva.
I vissa fall kan acceptabel syn för olika avstånd uppnås med linser genom så kallad monovision, där det dominanta ögat korrigeras för långt avstånd och det andra för närmare avstånd. Ögonlaserkirurgi kan inte ge tillbaka ögats förmåga till ackommodation, men om man med linser fått acceptabel syn genom monovision kan samma princip tillämpas med ögonlaserkirurgi genom att operera ögonen olika så att det dominanta ögat får skärpa på långt håll och andra ögat på närmare avstånd. Metoden LASIK monovision godkändes av amerikanska FDA 2007.
I vissa fall kan acceptabel syn för olika avstånd istället uppnås med så kallad bifokala eller multifokala kontaktlinser, och om detta är framgångsrikt kan man med refraktiv kirurgi göra så kallad RLE (Refractive Lens Extraction) där den naturliga linsen tas bort och ersätts med en multifokal IOL (IntraOcular Lens). RLE är en mer ingripande operation än LASIK och är för ett i övrigt fungerande öga ännu inte (november 2012) godkänt av FDA.
Begreppet ålderssynthet är rent praktiskt, då man inte kan sätta någon gräns när ålderssyntheten börjar från biologisk synpunkt, eftersom linsförändringarna pågår hela livet. I praktiken börjar ålderssyntheten när besvären blir så stora att man behöver använda synhjälpmedel för att se på nära håll. Det översynta ögat är mer beroende av en extra närkorrektion än det närsynta, som ofta till att börja med klarar av att se på nära håll om man avlägsnar synhjälpmedlet för avståndsseende.